# فریدلند، مکلنبورگ
شهر فریدلند، مکلنبورگدر ایالت مکلنبورگ-فورپومرن در کشور آلمان واقع شده‌است.